# Château de Solofra
Le château de Solofra est un château féodal situé sur la commune de Solofra, province d'Avellino en Campanie,.

## Description
Construit à l'époque lombarde, il présente différentes stratifications qui témoignent des différentes reconversions qui l'ont affecté. Il est situé sur une colline au pied du Monte Pergola (it), une position stratégique qui offre un vaste panorama comprenant le centre ville avec les montagnes en fond (dont Pizzo San Michele (it)), la basse vallée de Solofrana et une partie de la région de Montoro. 
Aujourd'hui, il se présente comme une ruine, en raison de son abandon progressif, qui a commencé au XIXe siècle et s'est poursuivi jusqu'au XXe siècle, et même aujourd'hui, il ne peut pas être réaménagé et rénové, bien qu'il soit le seul monument restant témoignant de l'époque médiévale à Solofra.

## Galerie

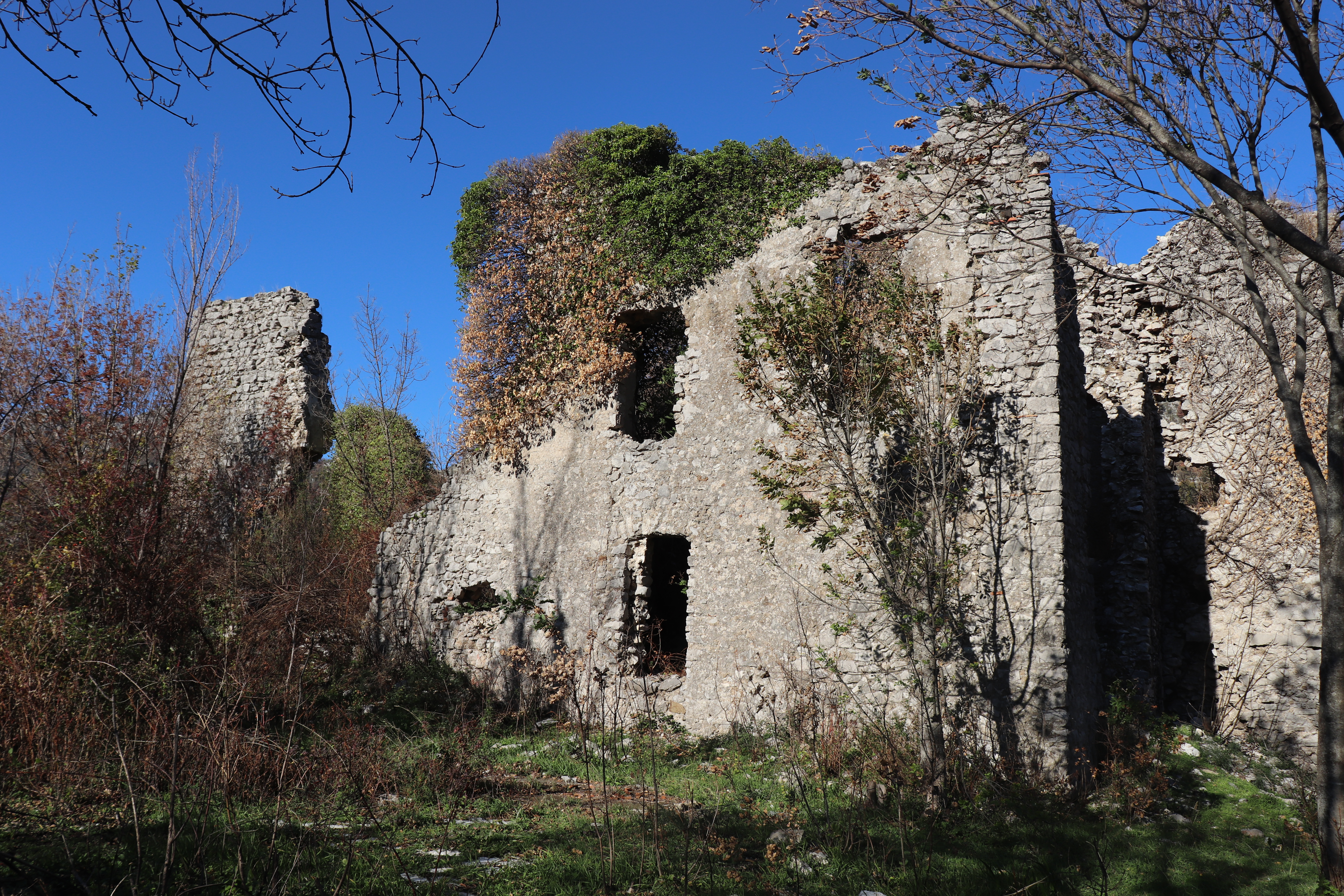
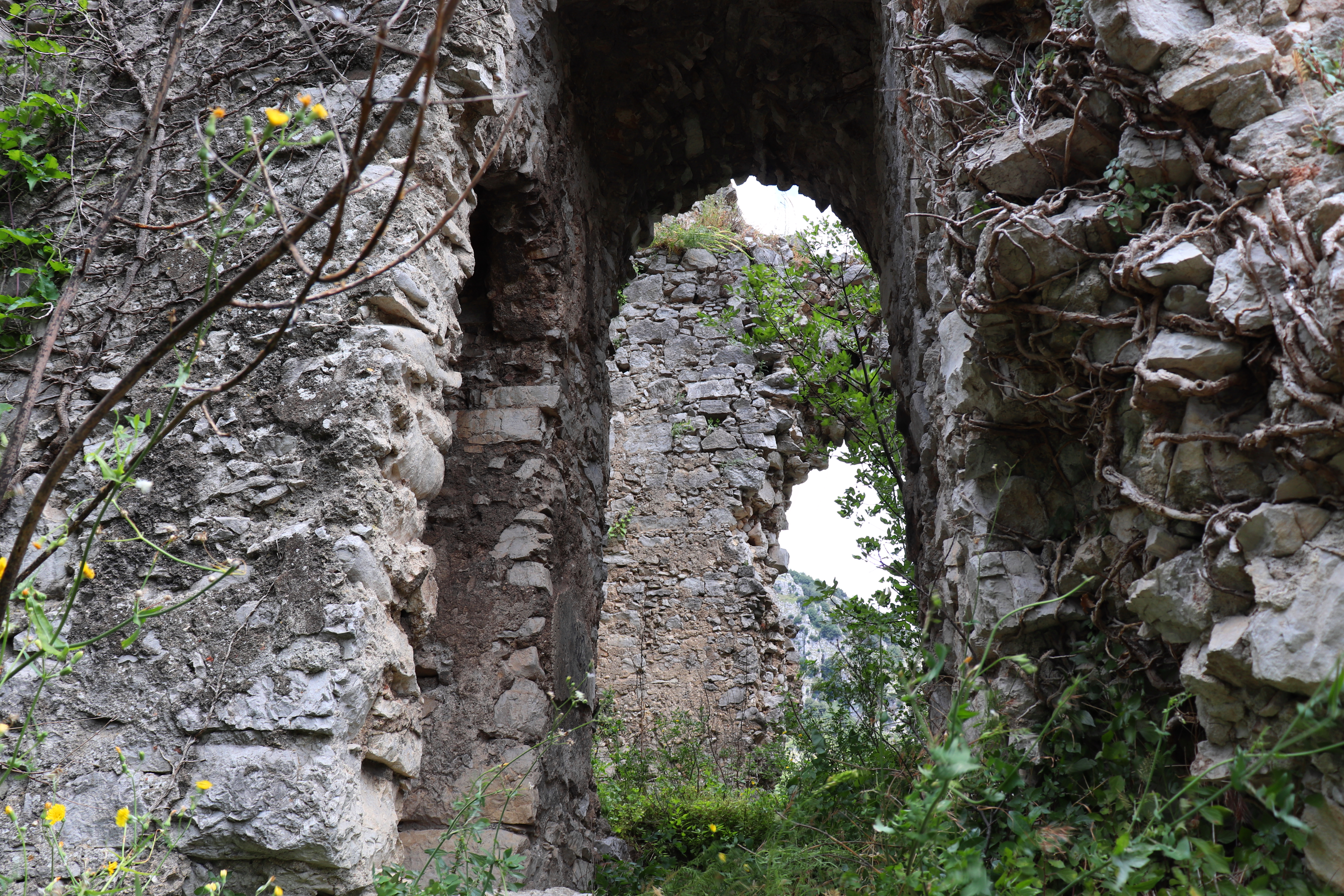